# Leptograpsus
Leptograpsus is een geslacht van krabben uit de familie van de Grapsidae.

## Soort
- Leptograpsus variegatus (Fabricius, 1793)